# Einar Osterman
Einar Gustaf Edvard Osterman (i riksdagen kallad Osterman i Sundsvall), född 20 juni 1902 i Göteborg, död 26 mars 1964 i Sundsvall (under en resa till Tranås), var en svensk överläkare och riksdagsledamot (folkpartist). Han var son till kyrkoherde Edvard Osterman och dotterson till kyrkoherden och riksdagsmannen Gustaf Edström.
Osterman blev medicine licentiat vid Uppsala universitet 1929. Han var förordnad som assistentläkare och underläkare vid lasarett samt andre läkare vid sinnessjukhus 1930–1933, blev förste läkare vid Säters sjukhus 1933, överläkare av tredje klassen vid Umedalens sjukhus 1938 och sjukhuschef vid Sidsjöns sjukhus i Sundsvall 1941, en befattning som han innehade till sin död.
Osterman var riksdagsledamot i andra kammaren för Västernorrlands läns valkrets 1945–1948 och var bland annat suppleant i första lagutskottet 1947–1948. Han engagerade sig inte minst i psykiatri- och alkoholfrågor. Osterman blev riddare av Nordstjärneorden 1948 och kommendör av samma orden 1961.